# آن بينينغتون
آن بينينغتون (بالإنجليزية: Ann Pennington)‏ هي ممثلة أمريكية، ولدت في 23 ديسمبر 1893 بنيويورك في الولايات المتحدة، وتوفيت بنفس المكان في 4 نوفمبر 1971.

## وصلات خارجية
- آن بينينغتون على موقع IMDb (الإنجليزية)
- آن بينينغتون على موقع قاعدة بيانات برودواي على الإنترنت (الإنجليزية)
- آن بينينغتون على موقع ديسكوغز (الإنجليزية)
- آن بينينغتون على موقع قاعدة بيانات الفيلم (الإنجليزية)